# Love Is Better Than Ever
Love Is Better Than Ever es una película de 1952 romántica y de comedia dirigida por Stanley Donen de un guion por Ruth Brooks Flippen, y protagonizada por Larry Parks y Elizabeth Taylor. La trama se refiere a una chica de pueblo que se enamora de un agente de talento de una gran ciudad.

## Elenco
- Larry Parks como Jud Parker.
- Elizabeth Taylor como Anastacia (Stacie) Macaboy.
- Josephine Hutchinson como Mrs. Macaboy
- Tom Tully como Mr. Charles E. Macaboy
- Ann Doran como Mrs. Levoy
- Elinor Donahue como Pattie Marie Levoy.
- Kathleen Freeman como Mrs. Kahrney
- Doreen McCann como Albertina Kahrney.
- Alex Gerry como Hamlet.
- Dick Wessel como Smitty - propietario del café.